# جان باستيان
جان باستيان (بالفرنسية: Jean Bastien)‏ (مواليد 21 يونيو 1915) هو لاعب كرة قدم. يلعب مع منتخب فرنسا لكرة القدم. سبق له أن لعب في كأس العالم لكرة القدم مع منتخب بلاده.

## روابط خارجية
- جان باستيان على موقع قاعدة بيانات كرة القدم.إي يو (الإنجليزية)
- جان باستيان على موقع ناشيونال فوتبول تيمز (الإنجليزية)